# Vladimir Kazačënok
Vladimir Aleksandrovič Kazačënok (in russo Владимир Александрович Казачёнок?; Kolpino, 6 settembre 1952 – San Pietroburgo, 26 marzo 2017) è stato un allenatore di calcio e calciatore sovietico dal 1991 russo, di ruolo attaccante.

## Statistiche

### Cronologia presenze e reti in nazionale
| Cronologia completa delle presenze e delle reti in nazionale ― Unione Sovietica | Cronologia completa delle presenze e delle reti in nazionale ― Unione Sovietica | Cronologia completa delle presenze e delle reti in nazionale ― Unione Sovietica | Cronologia completa delle presenze e delle reti in nazionale ― Unione Sovietica | Cronologia completa delle presenze e delle reti in nazionale ― Unione Sovietica | Cronologia completa delle presenze e delle reti in nazionale ― Unione Sovietica | Cronologia completa delle presenze e delle reti in nazionale ― Unione Sovietica | Cronologia completa delle presenze e delle reti in nazionale ― Unione Sovietica |
| Data                                                                            | Città                                                                           | In casa                                                                         | Risultato                                                                       | Ospiti                                                                          | Competizione                                                                    | Reti                                                                            | Note                                                                            |
| ------------------------------------------------------------------------------- | ------------------------------------------------------------------------------- | ------------------------------------------------------------------------------- | ------------------------------------------------------------------------------- | ------------------------------------------------------------------------------- | ------------------------------------------------------------------------------- | ------------------------------------------------------------------------------- | ------------------------------------------------------------------------------- |
| 1-12-1976                                                                       | Rio de Janeiro                                                                  | Brasile                                                                         | 2 – 0                                                                           | Unione Sovietica                                                                | Amichevole                                                                      | -                                                                               | 20’                                                                             |
| 31-10-1979                                                                      | Mosca                                                                           | Unione Sovietica                                                                | 2 – 2                                                                           | Finlandia                                                                       | Qual. Euro 1980                                                                 | -                                                                               | 72’                                                                             |
| Totale                                                                          |                                                                                 | Presenze                                                                        | 2                                                                               |                                                                                 | Reti                                                                            | 0                                                                               |                                                                                 |

## Palmarès

### Giocatore

#### Competizioni nazionali
- Campionato sovietico: 1

Dinamo Mosca: 1976
- Coppa dell'Unione Sovietica: 1

Dinamo Mosca: 1977
- Supercoppa dell'Unione Sovietica: 1

Dinamo Mosca: 1977